# Eudocimus
Az Eudocimus a madarak (Aves) osztályának gödényalakúak (Pelecaniformes) rendjébe, ezen belül az íbiszfélék (Threskiornithidae) családjába és az íbiszformák (Threskiornithinae) alcsaládjába tartozó nem.

## Rendszerezés
A nembe az alábbi két élő faj és egy fosszilis faj tartozik:
- hóbatla (Eudocimus albus) (Linnaeus, 1758)
- skarlátbatla (Eudocimus ruber) (Linnaeus, 1758)
- †Eudocimus peruvianus